# ダニエル・ミッテラン
ダニエル・ミッテラン（Danielle Mitterrand, 1924年10月29日 - 2011年11月22日）は、フランス・ヴェルダン出身の人権活動家。夫は、フランソワ・ミッテラン元大統領。フランソワ・ミッテランとの間に3人の息子を出産する。フランソワ・ミッテランは愛人アンヌ・パンジョとの間にも娘マザリーヌをもうけたが、彼の病没まで両者の結婚は解消されることなく続いた。

## 略歴
ナチスドイツの傀儡政権であるヴィシー政権下のフランスでダニエルの家族はレジスタンス運動に従事しており、同じくレジスタンス運動に参加していたフランソワ・ミッテランと17歳の時に出会い、2人は交際を始め、10代最後の日の1944年10月28日に結婚する。
1981年フランス大統領選挙でフランソワ・ミッテランが史上初の左派出身の大統領として当選し、同年5月21日に就任すると、ダニエルはファーストレディの座につく。
1986年に人権NGO「フランス自由＝ダニエル・ミッテラン財団」(France Libertés - Fondation Danielle Mitterrand)を創立し、貧困や圧政に苦しむ人々に対する支援活動を開始する。とりわけ、チベットやクルド、ラテン・アメリカの民衆を応援した。キューバのフィデル・カストロ議長と会談し、多くの政治犯を解放させたこともある。晩年は飲料水を得られず苦しんでいる人々の人権問題に取り組んでいた。
2005年の欧州憲法条約の批准をめぐる国民投票では、批准に反対する意志を表明した。
2007年フランス大統領選挙では社会党のセゴレーヌ・ロワイヤル候補を応援した。
2011年11月22日、パリ市内の病院で死去。87歳没。